# Ocala scalariformis
Ocala scalariformis är en svampart som beskrevs av Raja & Shearer 2009. Ocala scalariformis ingår i släktet Ocala, ordningen Pleosporales, klassen Dothideomycetes, divisionen sporsäcksvampar och riket svampar. Inga underarter finns listade i Catalogue of Life.